# Rupesh Puna
Rupesh Puna (Dunedin, 19 aprile 1981) è un calciatore neozelandese, di ruolo difensore.

## Carriera

### Club
Ha sempre giocato in squadre neozelandesi.

### Nazionale
Ha collezionato 2 presenze con la maglia della Nazionale.